# Milton (Florida)
Milton ist eine Stadt und zudem der County Seat des Santa Rosa County im US-Bundesstaat Florida. Das U.S. Census Bureau hat bei der Volkszählung 2020 eine Einwohnerzahl von 10.197 ermittelt.

## Geographie
Milton liegt etwa 20 Kilometer nordöstlich von Pensacola am Westufer des Blackwater River.

## Geschichte
Milton wurde 1844 als City gegründet und gehört somit zu den ältesten Städten Floridas. Das Eisenbahnzeitalter in Milton begann 1883 mit der Eröffnung der Bahnstrecke der Pensacola and Atlantic Railroad. Durch sie entstand eine durchgängige Bahnverbindung zwischen Pensacola und Jacksonville.

## Demographische Daten
Laut der Volkszählung 2010 verteilten sich die damaligen 8826 Einwohner auf 4075 Haushalte. Die Bevölkerungsdichte lag bei 781,1 Einw./km². 77,4 % der Bevölkerung bezeichneten sich als Weiße, 13,9 % als Afroamerikaner, 0,7 % als Indianer und 2,2 % als Asian Americans. 1,8 % gaben die Angehörigkeit zu einer anderen Ethnie und 4,0 % zu mehreren Ethnien an. 4,8 % der Bevölkerung bestand aus Hispanics oder Latinos.
Im Jahr 2010 lebten in 32,0 % aller Haushalte Kinder unter 18 Jahren sowie 25,7 % aller Haushalte Personen mit mindestens 65 Jahren. 62,2 % der Haushalte waren Familienhaushalte (bestehend aus verheirateten Paaren mit oder ohne Nachkommen bzw. einem Elternteil mit Nachkomme). Die durchschnittliche Größe eines Haushalts lag bei 2,43 Personen und die durchschnittliche Familiengröße bei 3,03 Personen.
27,0 % der Bevölkerung waren jünger als 20 Jahre, 29,0 % waren 20 bis 39 Jahre alt, 24,4 % waren 40 bis 59 Jahre alt und 19,4 % waren mindestens 60 Jahre alt. Das mittlere Alter betrug 35 Jahre. 48,1 % der Bevölkerung waren männlich und 51,9 % weiblich.
Das durchschnittliche Jahreseinkommen lag bei 40.963 $, dabei lebten 11,6 % der Bevölkerung unter der Armutsgrenze.
Im Jahr 2000 war Englisch die Muttersprache von 96,53 % der Bevölkerung und Spanisch sprachen 3,57 %.

## Sehenswürdigkeiten
Folgende Objekte sind im National Register of Historic Places gelistet:
- Arcadia Sawmill and Arcadia Cotton Mill
- Bethune Blackwater Schooner
- Florida State Road No. 1
- Louisville and Nashville Depot
- Milton Historic District
- Mt. Pilgrim African Baptist Church
- Ollinger-Cobb House
- St. Mary’s Episcopal Church and Rectory

## Verkehr
Milton wird vom U.S. Highway 90 (SR 10) sowie von den Florida State Roads 87 und 89 durchquert.
Der nächste Flughafen ist der rund 25 Kilometer südwestlich gelegene Pensacola International Airport.

## Kriminalität
Die Kriminalitätsrate lag im Jahr 2010 mit 299 Punkten (US-Durchschnitt: 266 Punkte) im durchschnittlichen Bereich. Es gab vier Vergewaltigungen, zehn Raubüberfälle, 18 Körperverletzungen, 88 Einbrüche, 252 Diebstähle und fünf Autodiebstähle.

## Söhne und Töchter der Stadt
- Casper Van Dien (* 1968), Schauspieler und Regisseur
- Boo Weekley (* 1973), Profigolfer